# Hugo F. Sonnenschein
Hugo Freund Sonnenschein (Nova York, 14 de novembre de 1940 – 15 de juliol de 2021) va ser un professor, degà i economista nord-americà, especialista en microeconomia i teoria dels jocs.
Llicenciat de la Universitat de Rochester i doctorat en Economia de la Universitat Purdue (1964). Va treballar a la Universitat de Pennsylvania, on va ser degà de la Facultat d'Arts i Ciències; professor de la Universitat de Princeton entre 1977 i 1988, va passar a la Universitat de Chicago, de la qual va ser polèmic president entre 1993 i 2000 i on segueix ensenyant.
Va rebre diversos títols honoris causa, entre ells l'any Doctorat Honoris Causa de la Universitat Autònoma de Barcelona. El 2009 va rebre el Premi Fundació BBVA Fronteres del Coneixement en Economia, Finances i Gestió d'Empreses juntament amb Andreu Mas-Collel, per estendre i ampliar la Teoria de l'Equilibri General i establir la Teoria Moderna de la Demanda Agregada.
Estava casat amb Elizabeth 'Beth' Gunn Sonnenschein, doctora en medicina.
Era conegut especialment pel teorema de Sonnenschein-Estovalles-Debreu que va formular a partir de 1972. Aquest teorema té com a antecedent el concepte de "temptejos" (tâtonnements) de Léon Walras i pot enunciar així: "les ofertes i demandes del model de competència perfecta, tal com va ser establert per Kenneth Arrow i Gerard Debreu, poden assumir qualsevol forma ". Això significa en la pràctica que no necessàriament ha una correlació entre oferta i demanda i no sempre es pot deduir que la demanda d'un bé disminuirà si el seu preu augmenta, o que l'oferta variarà en la mateixa direcció que el preu. Entre les explicacions donades a aquest resultat està l'efecte de factors com les variacions de l'ingrés, la publicitat, els gustos i les expectatives dels actors econòmics.